# بالا تکله
بالا تکله (به ترکی آذربایجانی: Bala Təklə) یک منطقه مسکونی در جمهوری آذربایجان است که در شهرستان ماسال‌لی واقع شده است. بالا تکله ۴۶۹ نفر جمعیت دارد.